# Мійосі (Сайтама)

35°49′42″ пн. ш. 139°31′36″ сх. д. / 35.82833° пн. ш. 139.52667° сх. д.
Мійо́сі (яп. 三芳町, みよしまち, МФА: [mʲijoɕi mat͡ɕi̥]) — містечко в Японії, в повіті Ірума префектури Сайтама. Станом на 1 жовтня 2008 площа містечка становила 15,30 км². Станом на 1 січня 2009 населення містечка становило 37 914 осіб.